# FM Osaka E-tracks Selection
Az FM OSAKA E-tracks Selection az FM Osaka japán rádióadó 2010. január 5-e óta futó műsora, melyet minden kedden 19:00 órától, félórás terjedelemben sugároznak.

## Műsorvezetők
| Dátum                         | Műsoridő                    | Műsorvezető                   |
| FM Osaka E-tracks Selection   | FM Osaka E-tracks Selection | FM Osaka E-tracks Selection   |
| ----------------------------- | --------------------------- | ----------------------------- |
| 2010. január–2010. június     | Kedd 21:00–21:30            | Hilcrhyme Oku Hanako          |
| FM Osaka E∞tracks Selection   |                             |                               |
| 2010. július–2010. december   | Kedd 21:00–21:30            | Honey L Days Scandal          |
| 2011. november–2011. június   | Kedd 21:00–21:30            | Szugavara Szajuri TEE         |
| 2011. július–2011. december   | Kedd 21:00–21:30            | Szavai Miszora Ms. Ooja       |
| 2012. január–2012. június     | Kedd 21:00–21:30            | Sissy fumika                  |
| 2012. július–2012. december   | Hétfő 20:00–20:30           | Jaszuda Nao Flower            |
| 2013. január–2013. június     | Hétfő 20:00–20:30           | Yun-chi Josida Jamada         |
| 2013. július–2013. december   | Hétfő 20:00–20:30           | Unist Sionotani Szajaka       |
| 2014. január–2014. március    | Hétfő 20:00–20:30           | Kerakera In 197666            |
| 2013. április–2014. június    | Szerda 20:00–20:30          | Kerakera In 197666            |
| 2014. július–2014. december   | Szerda 20:00–20:30          | wacci Kids                    |
| 2015. január–2015. március    | Szerda 20:00–20:30          | Nanami Kira                   |
| 2015. április–2015. június    | Kedd 19:20–19:50            | Nanami Kira                   |
| 2015. július–2015. szeptember | Kedd 19:20–19:50            | Ueda Marie Especia            |
| 2015. október–2015. december  | Kedd 19:00–19:30            | Ueda Marie Especia            |
| 2016. január–2016. június     | Kedd 19:00–19:30            | cinema staff Ganbare! Victory |
| 2016. július–2016. december   | Kedd 19:00–19:30            | Luck Life Shout it Out        |
| 2017. január–                 | Kedd 19:00–19:30            | Goodbye Holiday Marumoto Riko |